# قطعنامه ۱۸۸۶ شورای امنیت
قطعنامه  ۱۸۸۶ شورای امنیت سازمان ملل متحد که در تاریخ ۱۵ سپتامبر ۲۰۰۹ تصویب شد، سندی بین‌المللی دربارهٔ بررسی وضعیت در سیرالئون است. این قطعنامه طی نشست ۶۱۸۹ام با ۱۵ رای موافق، ۰ مخالف و ۰ ممتنع تصویب شد.